# Nothing Important Happened Today
«Nothing Important Happened Today» se refiere a los dos episodios de estreno de la novena temporada de la serie de televisión de ciencia ficción The X-Files. La primera parte se emitió por primera vez el 11 de noviembre y la segunda parte se emitió el 18 de noviembre de 2001 en Fox en los Estados Unidos. Los episodios fueron escritos por los productores ejecutivos Chris Carter y Frank Spotnitz. «Nothing Important Happened Today I» fue dirigido por Kim Manners y «Nothing Important Happened Today II» fue dirigido por Tony Wharmby. El episodio ayudó a explorar la mitología general de la serie y la primera parte obtuvo una calificación Nielsen de 6,5 y fue visto por 10,6 millones de espectadores, mientras que la segunda parte obtuvo una calificación de 5,9 y fue visto por 9,4 millones de espectadores. La recepción crítica del episodio fue en gran medida mixta.
El programa se centra en agentes especiales del FBI que trabajan en casos vinculados a lo paranormal, llamados expedientes X; esta temporada se centra en las investigaciones de John Doggett (Robert Patrick), Monica Reyes (Annabeth Gish) y Dana Scully (Gillian Anderson).
Los episodios introdujeron el arco narrativo sobre el bebé William, que continuaría desarrollándose a lo largo de la novena temporada. La primera parte trata sobre la investigación del subdirector Alvin Kersh por parte del agente especial Doggett y la investigación relacionada de Doggett sobre la muerte del funcionario de la EPA Carl Wormus. En la segunda parte, Scully, Reyes y Doggett son conducidos a un barco, donde encuentran evidencia de experimentación con embriones humanos.
Se suponía que el episodio sería la primera aparición de Lucy Lawless como Shannon McMahon, una supersoldado femenina, pero el embarazo de alto riesgo de Lawless le impidió regresar al programa después de estos episodios. Estos episodios marcaron, sin embargo, la primera aparición del recurrente Cary Elwes como el subdirector del FBI, Brad Follmer. La frase nada importante sucedió hoy proviene de la supuesta entrada en el diario del rey Jorge III el 4 de julio de 1776, el mismo día en que Estados Unidos declaró su independencia de Gran Bretaña.

## Argumento

### Primera parte
Carl Wormus, un funcionario de la EPA, recoge a una bella mujer, Shannon McMahon (Lucy Lawless), en un bar de Baltimore. Mientras él la lleva a su casa, ella fuerza el auto desde un puente y mantiene a Wormus bajo el agua hasta que se ahoga. Más tarde, Mónica Reyes (Annabeth Gish) se encuentra con el subdirector del FBI Brad Follmer (Cary Elwes) en su oficina, donde le entrega dos cintas de video de la noche en que nació el hijo de Dana Scully (Gillian Anderson). Las cintas no muestran evidencia de los eventos paranormales que John Doggett (Robert Patrick) ha informado. Doggett va al departamento de Fox Mulder (David Duchovny) para consultarlo, pero lo encuentra vacío. Mientras tanto, McMahon sale a la superficie en una planta de recuperación de agua y ahoga a un trabajador allí.
Scully se niega a revelar el paradero de Mulder a Doggett. Mientras tanto, el subdirector Walter Skinner lo insta a abandonar su investigación sobre las acciones del subdirector Alvin Kersh (James Pickens Jr.) contra los expedientes X. Doggett intenta ponerse en contacto con algunos de sus viejos amigos de la Infantería de Marina para averiguar qué pasó con Knowle Rohrer (Adam Baldwin); uno de ellos resulta ser McMahon. Mientras tanto, en la sede del FBI, una figura invisible desliza el obituario de Wormus a Reyes. el bebe de scully hace que el móvil de su cuna gire sin tocarlo. Scully se sorprende, contacta a Doggett y le dice que continúe con su investigación. Scully también realiza una autopsia en el cuerpo de Wormus, donde encuentra huellas dactilares en su tobillo. Después de irse, Scully y Reyes ven a McMahon, quien saca el cuerpo de la morgue. Follmer, a quien Kersh le ha ordenado que controle a Doggett, llega a la escena y acusa a Scully y Reyes de mover el cuerpo.
Los Pistoleros solitarios descubren que Wormus había estado recibiendo datos de Roland McFarland, el trabajador de recuperación ahogado. Doggett irrumpe en la oficina de McFarland con Skinner y encuentra archivos sobre monocloramina, una sustancia química que induce mutaciones, antes de que llegue Follmer. Doggett se mete en un tanque de filtración para esconderse, pero McMahon lo arrastra bajo el agua.

### Segunda parte
El capitán naval (Ryan Cutrona) entrega una comunicación al Dr. Nordlinger (Jeff Austin), quien ordena que el barco regrese a su base. Follmer abandona la instalación de recuperación de agua después de no poder ver a Doggett, que todavía está bajo el agua; McMahon lo mantiene con vida pasando aire de sus pulmones a los de él. De vuelta en la sede del FBI, Follmer advierte a Reyes que se distancie de Doggett y su investigación sobre Kersh. Reyes cree que Follmer simplemente quiere sacar a Doggett del FBI y sale corriendo de la oficina.
Doggett se despierta en su casa y encuentra a McMahon, quien le dice que tanto ella como Knowle Rohrer son supersoldados invulnerables desarrollados por un programa militar. Doggett llama a Scully a su casa y McMahon les dice que el programa se ampliará agregando cloramina al suministro de agua. Mientras tanto, en el barco, ahora atracado en Baltimore, el capitán intenta llamar a Wormus. Rohrer se acerca al capitán, le informa que ahora es el segundo al mando y exige información sobre la misión del barco. El cuerpo del oficial original se encuentra en el agua cercana.
Scully examina a McMahon y descubre que es físicamente normal. Luego, Doggett es suspendido por Kersh y Follmer. Reyes intenta averiguar más sobre la historia de McMahon y se entera de que es una empleada del Departamento de Justicia que había sido contactada por Wormus y McFarland en sus intentos de exponer los planes para contaminar el suministro de agua. Los Pistoleros solitarios interceptan la llamada del capitán a Wormus, en la que Rohrer está escuchando a escondidas. Luego, el capitán apunta con un arma al Seal que protege el laboratorio y exige que Nordlinger entregue los datos del proyecto. No se da cuenta de que Rohrer se acerca sigilosamente detrás de él.
Scully, Reyes y Doggett van al barco, donde se enfrentan a Rohrer. Justo cuando Rohrer está a punto de aplastar el cráneo de Doggett, McMahon lo decapita. Se presume que Rohrer está muerto, pero pronto se despierta y apuñala a McMahon. Ambos cuerpos caen al agua. Los tres agentes abordan el barco abandonado y encuentran el cuerpo decapitado del capitán. Scully obtiene acceso al laboratorio y encuentra evidencia de manipulación de óvulos. Sin embargo, se ve obligada a irse cuando Doggett encuentra una bomba de tiempo en el puente. Los agentes escapan por poco de la explosión.
Más tarde, Doggett confronta a Kersh, quien no estuvo implicado en la conspiración. Kersh le explica a Doggett que dejó la evidencia que ayudó a Doggett y que le había dicho a Mulder que huyera, pero finalmente fue Scully quien convenció a Mulder para que lo hiciera. Mientras tanto, Scully sueña con los cuerpos sin vida de McMahon y Rohrer debajo del puerto. De repente, ve que los ojos de McMahon se abren de golpe. Scully se despierta y el episodio pasa al móvil de William, el cual comienza a moverse por su propia cuenta.

## Producción

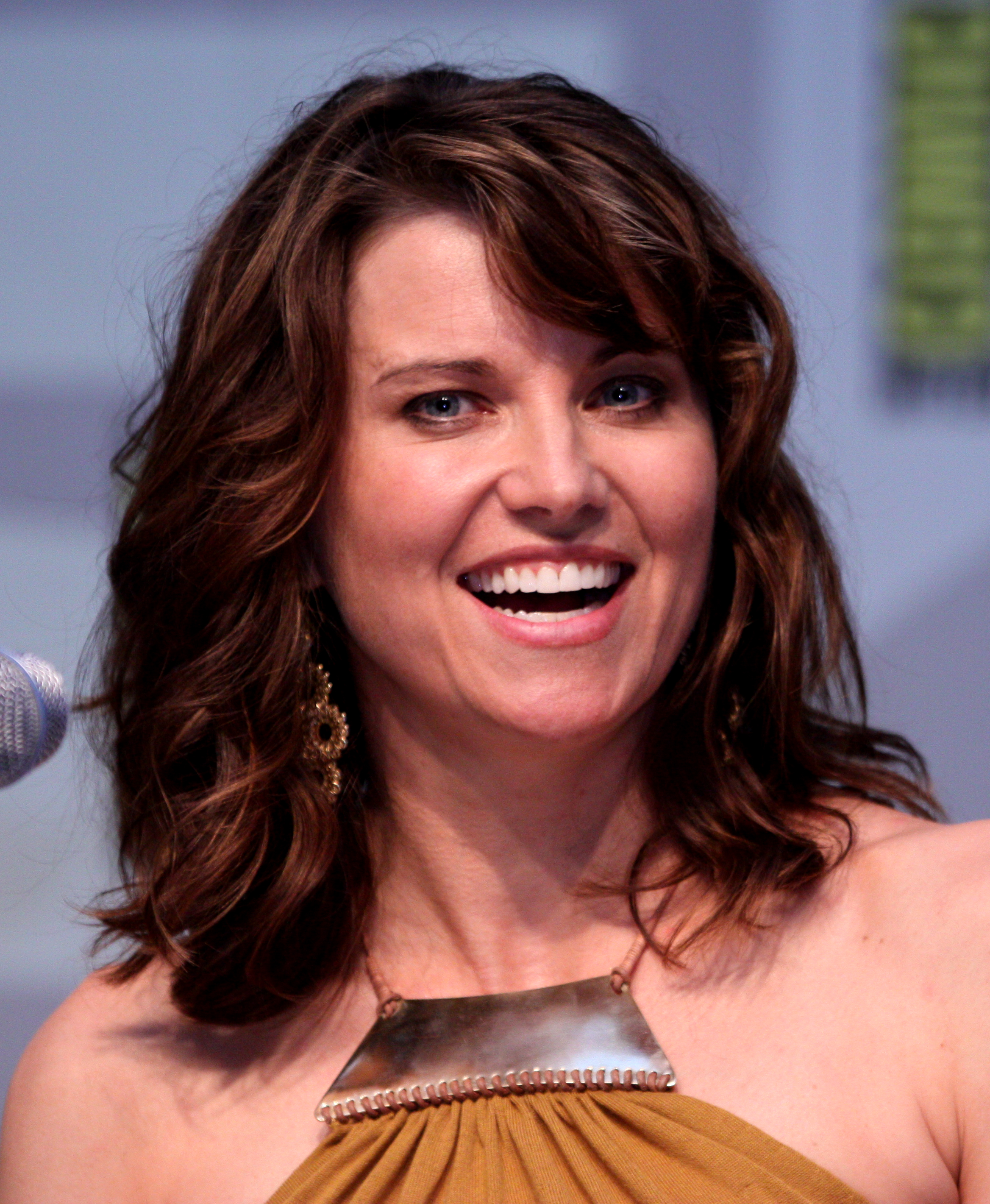
Lucy Lawless interpretó a Shannon McMahon.

La frase «Nothing Important Happened Today» (nada importante sucedió hoy) proviene de una leyenda apócrifa en la que el rey Jorge III escribió la frase en su diario el 4 de julio de 1776, el mismo día en que Estados Unidos declaró la independencia de Gran Bretaña. El estilo de los créditos iniciales en «Nothing Important Happened Today» se cambió de los créditos originales, que, más o menos, habían sido los mismos durante las ocho temporadas anteriores. Los créditos incluyeron nuevos gráficos así como nuevas tarjetas para Annabeth Gish y Mitch Pileggi. El lema de la segunda parte es «Nothing Important Happened Today», reemplazando la frase habitual «The Truth is Out There» (la verdad está ahí fuera).
La primera parte del episodio marca la primera aparición del asistente de dirección Brad Follmer, quien recibió su nombre del asistente de escritura de Chris Carter. Cinco actores diferentes interpretaron al Bebé William: Rikki Held, Rowdy Held, Ashley Knutson, James Riker y Travis Riker.
Después de enterarse de la cancelación de Xena: la princesa guerrera en 2001, los productores de The X-Files se acercaron a Lawless para un lugar en el programa. Según Lawless, una de las razones por las que apareció en el programa fue que su hija era una «fanática loca de X-Files». Comentó además que sabía sobre el programa y basó su personaje Xena en Fox Mulder. Originalmente, Shannon McMahon iba a ser un personaje recurrente y debía aparecer en «The Truth», el final de la serie de The X-Files. Sin embargo, Lawless, quien tiene un historial de abortos espontáneos quedó embarazada poco después de que se filmara la segunda parte de estos episodios; su embarazo de alto riesgo le impidió volver a la serie para futuros episodios. Carter llamó a Lawless una «cosa caliente», diciendo que era «divertido» tener una supersoldado femenina, algo que nunca se le había ocurrido a él o al equipo de producción del programa.
En la primera escena submarina, la mayor parte de la cual se filmó en el tanque de agua de Universal, Lawless tuvo que estar abrochada con el cinturón de seguridad en un automóvil que se suponía que estaba sumergido a tres metros y medio. En realidad, el tanque de agua tenía cuatro pies de profundidad. Lawless, con seis pies de altura, tuvo que arrodillarse y respirar en una pipa de agua mientras filmaba la escena. Para el equipo de efectos especiales, una de las partes más difíciles del episodio fue ocultar el hecho de que Lawless llevaba un traje de baño.

## Recepción

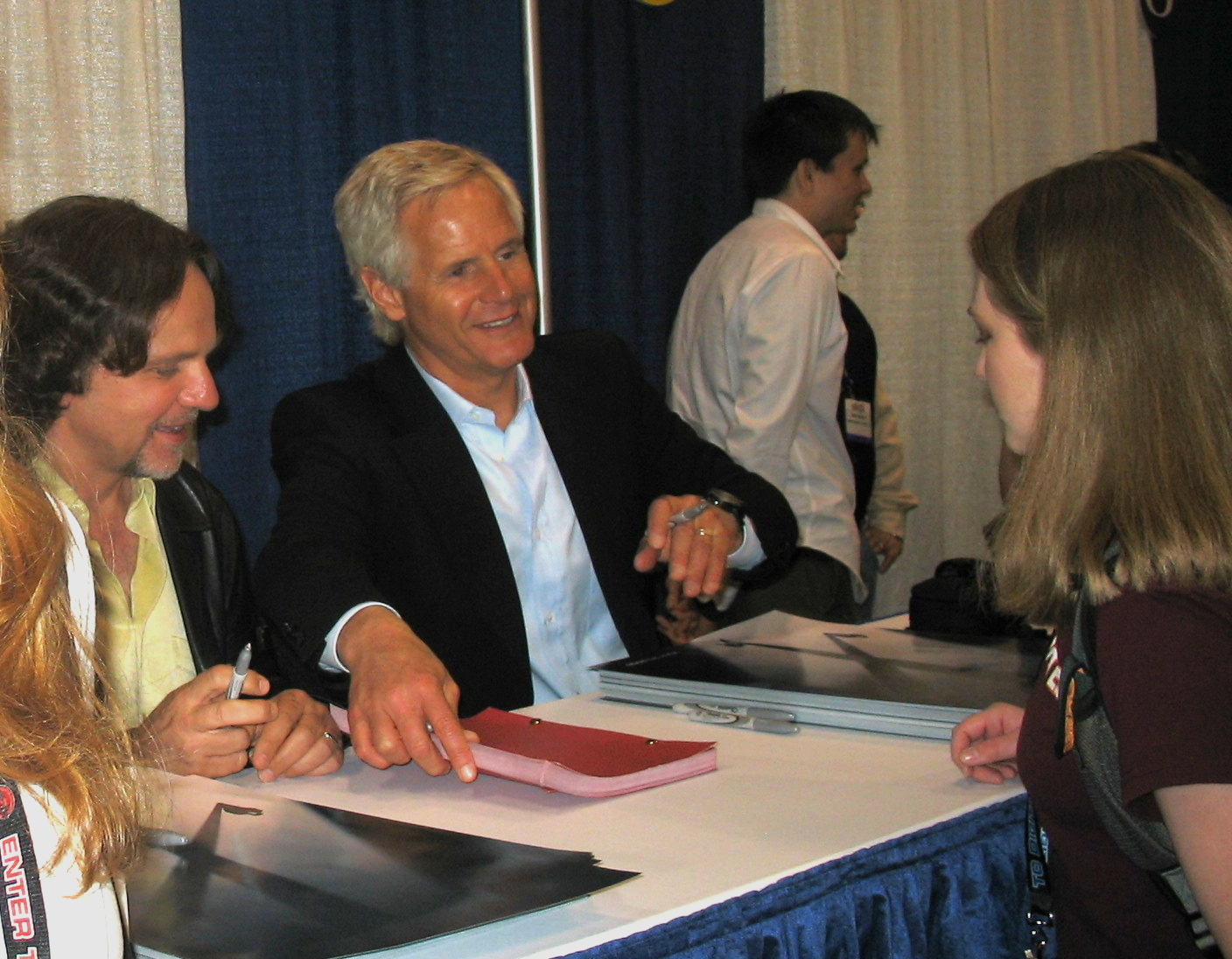
La Comic Con de Nueva York durante la sesión de autógrafos de X-Files con Chris Carter y Frank Spotnitz, creadores de The X-Files.

### Audiencia
La primera parte de «Nothing Important Happened Today» obtuvo una calificación Nielsen de 6,5, lo que significa que fue visto por el 6,5% de todos los hogares estimados de la nación. El episodio fue visto por 10,6 millones de espectadores  y ocupó el puesto 55 en la semana que finalizó el 11 de noviembre y posteriormente se convirtió en el segundo episodio más visto de la novena temporada detrás del final de la serie «The Truth». La segunda parte obtuvo una calificación de 5,9. El episodio fue visto por 9,4 millones de espectadores  ocupó el puesto 63 en la semana que finalizó el 18 de noviembre. La primera parte del episodio, que se emitió el domingo 11 de noviembre, compitió con Saving Private Ryan, que se emitió en ABC. La segunda parte del episodio obtuvo la calificación más baja en la noche del 18 de noviembre, recibiendo calificaciones y números de audiencia más bajos que Los Simpson y Malcolm in the Middle. Al hablar de la novena temporada, Carter dijo: «Perdimos a nuestra audiencia en el primer episodio. Es como si la audiencia se hubiera ido y no supiera cómo recuperarla. No quería trabajar para recuperarla porque creía que lo que estamos haciendo merecía recuperarlos».
El episodio se incluyó más tarde en The X-Files Mythology, Volume 4 - Super Soldiers, una colección de DVD que contiene entregas relacionadas con la saga de los «supersoldados» extraterrestres.

### Reseñas
El episodio recibió críticas mixtas de los críticos. Daryl H. Miller de Los Angeles Times escribió positivamente sobre el episodio, afirmando que está «escrito astutamente, actuado con solidez y fotografiado con ánimo». Michael R. Farkash de The Hollywood Reporter dio a la primera parte del episodio una crítica muy positiva. Farkash lo calificó de «entretenido y atractivo» y destacó sus «giros de trama llenos de suspenso y efectos visuales fascinantes». Un escritor no identificado del personal de AirLock Alpha fue en su mayoría positivo sobre el episodio, con la excepción de Cary Elwes como Brad Follmer, calificando la actuación de Elwes como «forzada». Rob Lowman del Los Angeles Daily News dijo que Carter había podido «dar nueva vida» al arco de la mitología de la serie y tenía una visión positiva de la actuación de Lucy Lawless. Ken Tucker de Entertainment Weekly le dio al episodio una B+. Starpulse nombró a los créditos modificados como el «momento más impactante» en la ejecución de la serie, y escribió que el momento más drástico «llegó con los créditos iniciales de la novena temporada, un rediseño completo que vio a Annabeth Gish y Mitch Pileggi agregados al secuencia de apertura y los gráficos familiares totalmente descartados. Estos créditos parecían pertenecer a una serie diferente y en ese momento, lo era».
Emily VanDerWerff de The A.V. Club otorgó a la primera parte una «C» y a la segunda una «C−». Argumentó que la serie no pudo descubrir cómo reubicarse después de los eventos del 11 de septiembre y lidiar con la partida permanente de Duchovny. En última instancia, escribió que los episodios en su conjunto representan «una narración flácida que tal vez tenga suficientes buenas ideas para las tres cuartas partes de un episodio, pero se extiende a lo largo de dos sin ninguna razón en particular». M.A. Crang, en su libro Denying the Truth: Revisiting The X-Files after 9/11, fue muy crítico con el guion, argumentando que era difícil «señalar cualquier momento significativo que ocurra durante cualquiera de los episodios», pero elogió la ejecución del equipo de producción de «algunos escenarios impresionantes». Robert Shearman y Lars Pearson, en su libro Wanting to Believe: A Critical Guide to The X-Files, Millennium & The Lone Gunmen, calificaron ambos episodios con una estrella de cinco. En una revisión de la primera parte, los dos señalaron que «este no es el comienzo de temporada más aburrido de The X-Files [pero] este episodio [...] tiene toda la pasión de un lunes húmedo por la mañana». En una revisión de la segunda mitad, los dos señalaron que «aquí hay al menos una apariencia de drama, pero este segundo episodio no es significativamente mejor que el primero». Marisa Guthrie del Boston Herald sintió que el personaje de Gillian Anderson, Dana Scully, había quedado «impotente».